# 篠原歩
篠原 歩（しのはら あゆみ、1965年 - ）は、日本の工学者。専門は、機械学習、文字列処理、データ圧縮、アルゴリズムと計算量の研究。東北大学教授。学位は、理学博士（九州大学）。福岡県出身。

## 略歴
1965年福岡県出身。福岡県立京都高等学校卒業。1988年3月九州大学理学部数学科卒業。1990年3月同大学大学院総合理工学研究科情報システム学専攻修士課程修了し、1994年6月に理学博士を取得。同大学理学部附属基礎情報学研究施設助手、同大学助教授、同大学大学院システム情報科学研究科助教授を経て、2005年3月東北大学大学院情報科学研究科教授に就任。
研究分野は、情報学基礎理論、知能情報学。
所属学会は、人工知能学会（JSAI）、情報処理学会（IPSJ）、日本ソフトウェア科学会。

## 活動
- 1994年9月 - 文部省在外研究員としてボン大学情報科学科にて訪問研究。（1995年6月まで）
- 2001年12月 - 科学技術振興事業団さきがけ21「協調と制御」研究員 （2005年3月まで）として活動[4]。

## 受賞歴
- 1990年 - 人工知能学会研究奨励賞[5]を受賞。（「アルゴリズム論的教示の理論」共著：宮野悟）にて
- 1992年 - 情報処理学会研究賞を受賞。（「EFSの学習可能性と膜蛋白領域予測への応用 」にて）
- 2001年 - 情報処理学会創立40周年記念論文賞を受賞。
- 2004年 - 日本ロボット学会最優秀賞。
- 2006年 - 大阪にて、ロボカップ研究賞を受賞。

## 書籍
- 『人工知能学事典』（共著、共立出版、2005年）
- 『バイオインフォマティクス事典』（共立出版 、2006年）[6]

## 論文
- 篠原歩 論文